# 鳴狐
鳴狐（なきぎつね）は、鎌倉時代（13世紀）に作られたとされる日本刀（打刀）である。日本の重要文化財に指定されており、東京国立博物館所蔵。文化財名称は「刀 銘左兵衛尉藤原国吉」である。

## 伝来

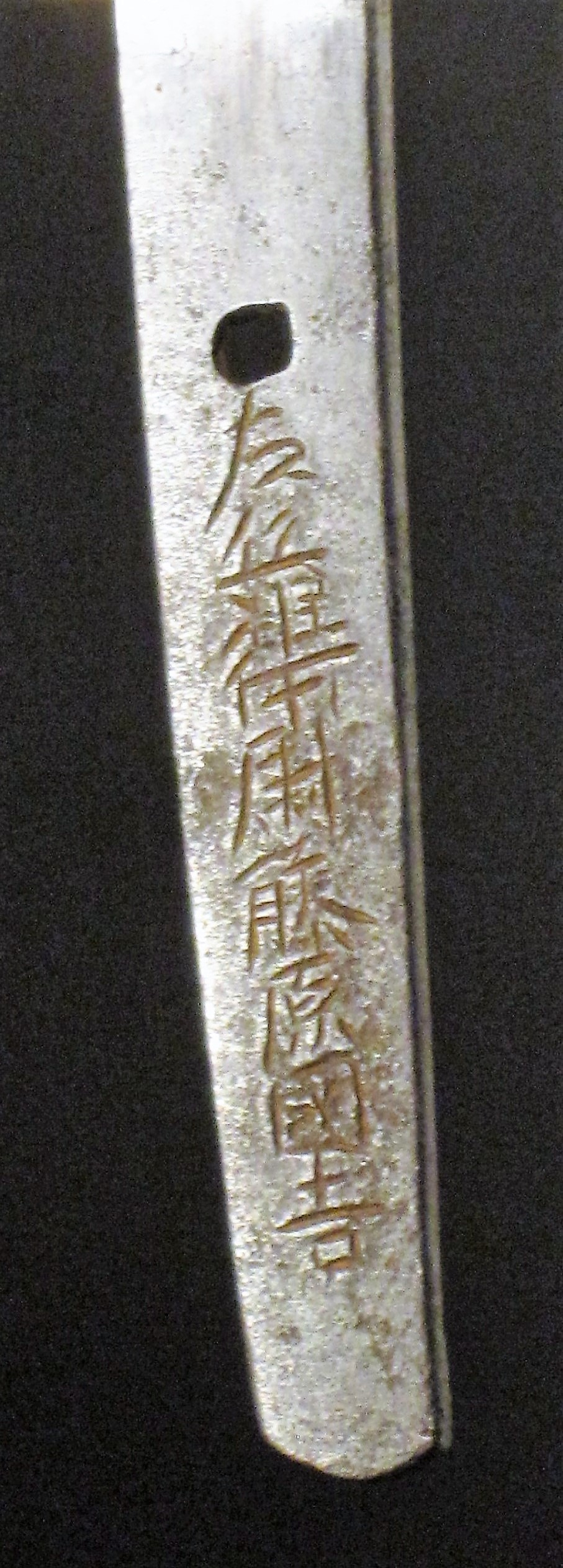
「鳴狐」の茎の指表銘。「左兵衛尉藤原国吉」と切る。

鎌倉時代中期の刀工・粟田口則国の子とされる国吉により作られた刀である。国吉は、山城国粟田口派の刀工であり、短刀の名手として知られる藤四郎吉光は国吉の同門または弟子とされる。国吉作の作刀も吉光同様、短刀が多く、太刀や刀は少ない。鳴狐は寸法が延び、刀身に反りが付く点で短刀とは異なるが、造り込みを平造とする点、茎の先まで重ねを厚く作る点で小太刀とも異なっている。小笠原信夫は、同作は打刀と称すべきものだとする。
「鳴狐」の号の由来は明らかでない。姫路藩2代藩主池田利隆の家臣・石黒甚右衛門から館林藩主の秋元家に伝わり、同家所蔵時の1931年（昭和6年）1月19日に国宝保存法に基づく国宝（いわゆる「旧国宝」）指定を受け、文化財保護法施行後は国の重要文化財となっている。秋元家を離れてからは個人所蔵を経て、東京国立博物館に収められた。

## 作風

### 刀身
刃長54.0センチ、反り1.5センチ。地鉄（じがね）は小板目肌で地沸（じにえ）よくつき、刃文は直刃（すぐは）で帽子（切先の刃文）は小丸に返る。表裏に棒樋（ぼうひ）を彫る。茎の指表（さしおもて）に「左兵衛尉藤原国吉」の銘を切る。
同作は、打刀としては珍しく平造であり、こうした例は前後の時代ではわずかに見られるが鎌倉時代の作品としては珍しく、何らかの理由によって特注されたものとも考えられている。